# Спортна стрелба
Спортната стрелба е олимпийски вид спорт. Състезания по стрелба започват да се провеждат още през 1432 година в Германия. Стрелбата е олимпийски спорт още на първите съвременни олимпийски игри в Атина през 1896 година.

## История
Стрелбата е от най-старите умения познати на човечеството. Благодарение на нея са се изхранвали в миналото. Тя включва различни видове стрелба и различни видове оръжия. Стрелбата е придобила спортен характер много назад във времето. Това е било начин различните стрелци да докажат своите умения и да ги сравнят с останалите претенденти. С развитието на оръжията се е развивала и самата стрелба и съответно спортната стрелба. Спортната стрелба позволява да се изпробват най-добрите оръжия и мерни прибори.
Благодарение на спортната стрелба се правят множество подобрения по оръжието и мерните прибори. Спортната стрелба изгражда перфектни стрелци владеещи оръжието и точността до съвършенство. В най-общ вид спортната стрелба е съвкупност от добър стрелец и добро оръжие поставени в състезателни условия. Защото, сами по себе си отделните съставни части стрелец, оръжие или състезание не са спортна стрелба.

### За стрелците
Има различни дисциплини и разделението е според вида на оръжието:
- 1. Пневматично (въздушно) оръжие.
- 2. Малокалибрено оръжие.
- Според типа на оръжието
- 1. Стрелба с пушка.
- 2. Стрелба с пистолет.
- Според дистанциите на стрелба:
- 1. Пневматична стрелба на 10 метра дистанция с пушка или пистолет.
- 2. Малокалибрена стрелба на 50 метра дистанция с пушка или пистолет.
- 3. Стрелба с пистолет на 25 метра дистанция.
- 4. Стрелба на далечни дистанции над 100 м с пушка – бенчрест.
- 5. Стрелба с голямокалибрена пушка на 300 метра дистанция.
- Според начина на стрелба:
- 1. Прецизна стрелба.
- 2. Бърза стрелба.
- Разделението е също и по възрастов признак:
- 1. Момчета/момичета
- 2. Младша възраст
- 3. Старша възраст
- 4. Мъже/жени

В последните няколко години става популярна една разновидност на стрелбата, наречена „Динамична стрелба“. Въпреки че тази разновидност не е включена в олимпийските спортове, тя си е вид спортна стрелба. Създадени са клубове и се организират много състезания, и турнири в цял свят. Дисциплината „динамична стрелба“ представлява последователно поразяване на предварително наредени сцени с няколко различни мишени и препятствия. Мишените се нареждат в различни комбинации и на различно разстояние. Всеки състезател трябва да обходи сцената и да порази мишените за възможно най-кратко време. Използват се различни видове оръжие и най-вече пистолет и револвер в различен калибър.